# 孫錫第
孫錫第，江蘇省江寧府六合縣人，清朝政治人物、進士出身。
光緒十二年（1886年），参加光緒丙戌科殿試，登進士二甲23名。同年五月，改翰林院庶吉士。光緒十五年四月，散館，授翰林院編修。